# Pero isotenes
Pero isotenes là một loài bướm đêm trong họ Geometridae.